# Maryna Arzamasava
Maryna Aljaksandraŭna Arzamasava (belarusiska: Марына Аляксандраўна Арзамасава), född 17 december 1987 i Minsk, är en belarusisk friidrottare som tog VM-guld 2015 på 800 meter. Hon deltog även vid olympiska sommarspelen 2012.